# 4555 Josefapérez
4555 Josefapérez este un asteroid din centura principală de asteroizi.

## Descriere
4555 Josefapérez este un asteroid din centura principală de asteroizi. A fost descoperit pe 24 august 1987 la Observatorul Palomar de Stephen Singer-Brewster. Asteroidul prezintă o orbită caracterizată de o semiaxă mare de 2,26 ua, o excentricitate de 0,20 și o înclinație de 7,4° în raport cu ecliptica.